# Sebastian Kneipp (película)
Sebastian Kneipp es una película histórica austriaca de 1958 de Wolfgang Liebeneiner y protagonizada por Carl Wery. Está basado en la vida real del cura Sebastian Kneipp (1821-1897), quien desarrolló métodos especiales de curación con agua.

## Argumento
El viejo pastor católico y científico natural Sebastian Kneipp desarrolló durante su vida métodos especiales de curación con agua en su ciudad natal de Wörishofen basándose en un libro de la Edad Media, que encontró cuando era joven, en la que ya entonces se curaba en esa dirección. Con ella pudo tratar con éxito una enfermedad pulmonar suya que no se podía curar y, inspirado por lo ocurrido, curar desde entonces a otros, mejorarlo y así tratar con éxito a los enfermos pobres que no pueden pagarse un médico. 
El procedimiento resulta finalmente ser tan exitoso y famoso que incluso gente importante se va a él para ser curado por él, incluido el archiduque de Austria José Carlos de Austria, que viaja expresamente desde Austria para ser curado por él de ciática, algo que los demás doctores no pudieron. También consigue curar el lupus aunque también tiene que reconocer que sus métodos aun así tienen sus límites, ya que con ellos aun así no se puede curar a todos como tuvo que darse cuenta con un niño que no pudo salvar.
Sin embargo la medicina convencional, que lo ve como un charlatán y la iglesia, que quiere manenerse separado de asuntos mundanos y que no le gusta que sea tan famoso al respecto, le niegan por su trabajo cualquier reconocimiento y le combaten hasta el punto de que finalmente le combaten tanto en un juicio civil como en un juicio canónico en Roma, lo que impide que ejerza su profesión hasta que todo esté esclarecido. Sin embargo Kneipp, con la ayuda del agradecido archiduque, que se ha convertido en su amigo, consigue superar el juicio civil demostrando ante todos, que no es un charlatán y cuando él cura en Roma sin saberlo con éxito al Papa ya viejo León XIII de sus problemas de dormir que tenía y que nadie sabía como tratar como parte del juicio canónico, él consigue también superar de forma clara y positiva el juicio canónico.  
Es rehabilitado por León XIII en persona, que reconoce su motivación de solo querer ayudar a otros y de no buscar la gloria al respecto. Le ascienden además a Monseñor, le convierten en caballero papal y le dan también la bendición apostólica para su trabajo. Una vez terminado el asunto, Kneipp regresa otra vez a su ciudad natal con su nuevo rango, donde continúa en paz con su trabajo hasta su muerte.

## Reparto
- Carl Wery - Sebastian Kneipp
- Paul Hörbiger - Archiduque José
- Gerlinde Locker - Aglaya, hija del archiduque
- Michael Cramer - Hans von Faber
- Ellinor Jensen - Sebastiana
- Anita Gutwell - Anna
- Ernst Deutsch - León XIII
- Egon von Jordan - Dr. Hoferer
- Paul Klinger - Dr. Baumgarten
- Hans Thimig - El Cardenal